# Miljardid
Miljardid — эстонская группа, играющая инди-рок и альтернативный рок.
Miljardid участвовала на Eesti Laul 2018 в 1-м полуфинале с песней "Pseudoprobleem" ("Псевдопроблема"), но пройти в финал им не удалось.
Они получили три награды на Эстонской музыкальной премии 2018 года в трех различных категориях: Дебютный альбом года, рок-альбом года и Альбом года.

## Дискография
- Kunagi läänes (2017)
- Ma luban, et ma muutun (2020)